# Rosa pseudobanksiae
Rosa pseudobanksiae — вид рослин з родини трояндових (Rosaceae); ендемік Китаю.

## Опис
Кущ виткий, малий. Гілочки сіро-коричневі або сіро-зелені, злегка зігнуті; колючки злегка зігнуті, короткі, плоскі. Листки включно з ніжками 2–3 см; прилистки в основному прилягають до ніжки, вільні частини ланцетні, обидві поверхні мало-запушені, край залозисто-запушений, верхівка загострена; остови й ніжки запушені; листочків 3–5, ромбоподібно-яйцюваті або довгасті, 10–15 × 5–8 мм, знизу рідко запушені, зверху голі, основа клиноподібна або широко клиноподібна, край округло або тупо зазубрений, верхівка гостра або округло-тупа. Квітки 3–5 у щитку, ≈ 2 см у діаметрі. Чашолистків 5, ланцетні. Пелюсток 5, білі, до і на початку цвітіння рожеві, зворотно-яйцюваті, основа широко клиноподібна, верхівка неправильно вирізана.

## Поширення
Ендемік Китаю: зх. Юньнань.